# Canaan Fair Speedway
Canaan Fair Speedway était un complexe de sports motorisés composé d'une piste ovale asphaltée de 1/3 de mile et d'une piste ovale en terre battue de 1/4 de mile.
Racheté par un nouveau promoteur en 2013, l'endroit est fermé pour la saison 2014 pour, possiblement, faire place à un circuit routier.

## Vainqueurs des coursesACT Tour
- 6 septembre 1997 Phil Scott
- 28 juin 1998 Chris Fisher
- 4 juin 2000 Brian Hoar
- 24 juin 2001 Dave Pembroke
- 23 juin 2002 Ken Dufour
- 26 juin 2005 A.J. Begin
- 25 septembre 2005 Jean-Paul Cyr
- 15 juin 2013 Joey Polewarczyk, Jr.

## Vainqueurs des coursesPASS North
- 5 août 2001 Ben Rowe
- 18 mai 2003 Mike Rowe
- 30 mai 2004 Johnny Clark
- 29 août 2004 Ben Rowe
- 28 mai 2005 Ben Rowe
- 4 septembre 2005 Ben Rowe
- 27 mai 2006 Cassius Clark
- 3 juillet 2010 Ben Rowe
- 2 juillet 2011 Ben Rowe
- 30 juin 2012 Cassius Clark

## VainqueursGranite State Pro Stock Series
- 16 septembre 2012 Donnie Lashua
- 4 mai 2013 Jeremy Davis